# Legio II Augusta
Legio Secunda Augusta (Quân đoàn hai Augusta), là một quân đoàn La Mã, được thành lập bởi Gaius Vibius Pansa Caetronianus vào năm 43 trước Công nguyên, và vẫn còn hiện diện tại Britannia trong thế kỷ thứ 4. Biểu tượng của nó là Capricornus, Pegasus   và thần Mar.

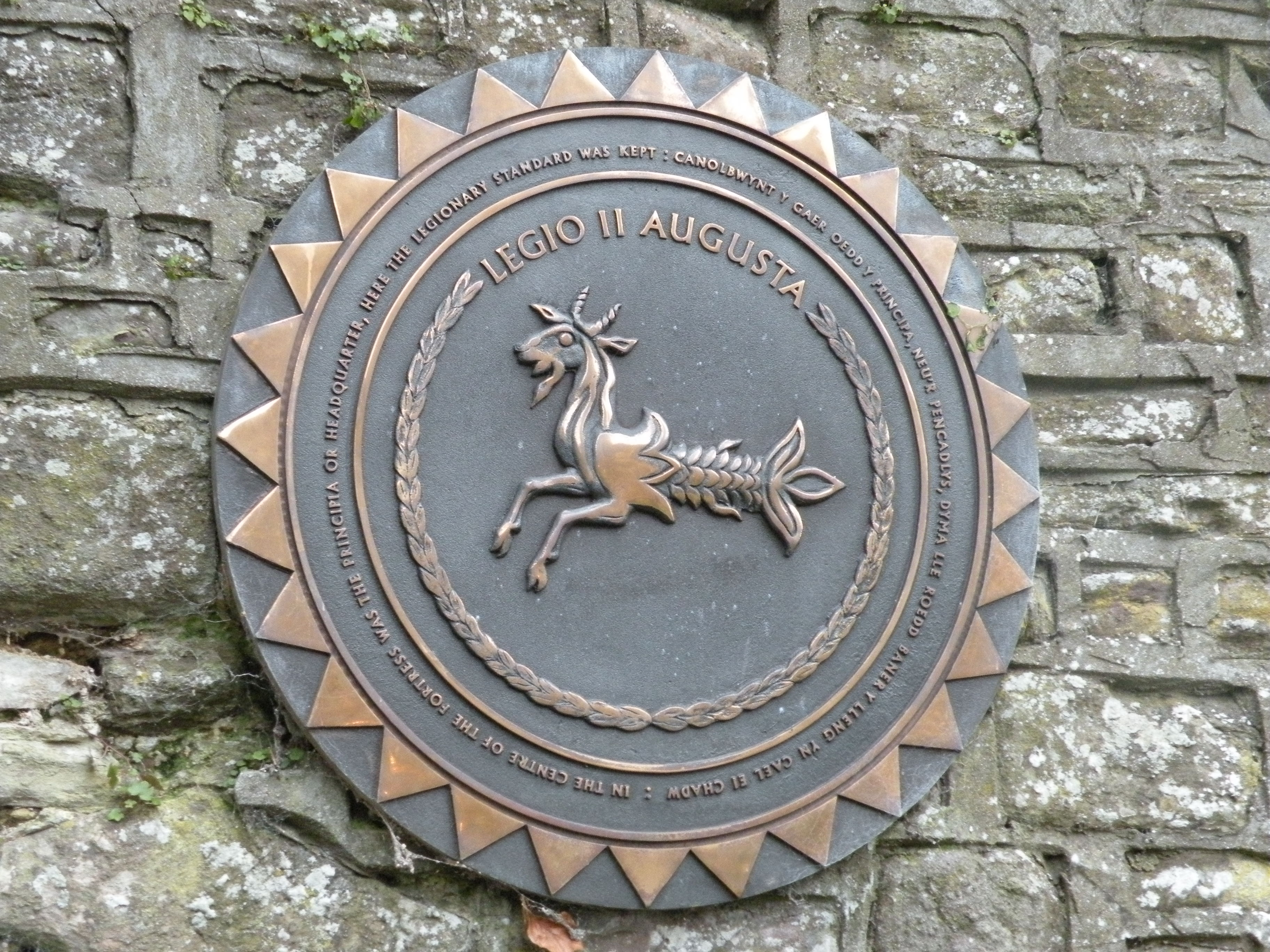
Emblems were the Capricornus

## Lịch sử thời kì đầu
Augusta II ban đầu được thành lập bởi Octavian và chấp chính quan Gaius Vibius Pansa Caetronianus trong năm 43 trước Công nguyên, để chiến đấu chống lại Marcus Antonius; II Augusta đã chiến đấu trong trận Philippi và trong trận Perugia. Vào đầu triều đại Augustus, trong năm 25 trước công nguyên, quân đoàn này đã di chuyển tới Hispania, chiến đấu trong cuộc chiến tranh Cantabria, mà thiết lập quyền lực La Mã trên toàn Hispania, và sau đó đóng quân ở Hispania Tarraconensis. Với sự hủy diệt của Legio XVII, XVIII và XIX trong trận Rừng Teutoburg(năm 9SCN), II Augusta chuyển đến Germania, có thể trong khu vực của Mainz. Sau năm 17, nó đã đóng tại Argentoratum (hiện nay là Strasbourg).

## Cuộc xâm lược Britiania
Quân đoàn đã tham gia vào cuộc chinh phục của La Mã ở Anh năm 43. Vespasianus,vị hoàng đế tương lai đã là tướng của quân đoàn  vào thời điểm đó, và dẫn đầu chiến dịch chống lại các bộ lạc Durotriges và Dumnonii. Mặc dù bị nhận một thất bại nặng nề dưới bàn tay của dân Silures trong năm 52, Augusta II đã chứng tỏ là một trong những đội quân tốt nhất, ngay cả sau khi nó mang nỗi nhục nhã trong cuộc khởi nghĩa của nữ hoàng Boudica, khi praefectus castrorum của nó, người khi đó đã nắm quyền chỉ huy (legatus và tribunes của nó có thể vắng mặt cùng với tổng đốc Suetonius Paulinus), phản đối mệnh lệnh của Suetonius gia nhập cùng với ông ta và sau đó buộc phải tự tử.
Sau thất bại của Boudica, quân đoàn đã được phân tán qua một số căn cứ, từ năm 66 đến khoảng 74 nó đã được đóng tại Glevum (Gloucester ngày nay), và sau đó chuyển đến Isca Augusta (Caerleon hiện nay), xây dựng một pháo đài bằng đá mà những người lính chiếm đóng cho đến cuối thế kỷ thứ 3.

## Thế kỉ 2 và 3
Năm 122, II Augusta đã tham gia xây dựng trường thành Hadrian.
Năm 196, II Augusta đã ủng hộ việc tuyên bố lên ngôi của thống đốc Britannia, Clodius Albinus, người đã bị đánh bại bởi Septimius Severus. Trong chiến dịch Scotland của Severus, Quân đoàn đã chuyển đến Carpow, để trở về Caerleon dưới quyền Alexander Severus.